# Baszkirskie Państwowe Muzeum Sztuki
Baszkirskie Państwowe Muzeum Sztuki im. Niestierowa (baszk. М. В. Нестеров исемендәге Башҡорт дәүләт художество музейы) – muzeum sztuki w Ufie. Muzeum zostało nazwane na cześć Michaiła Niestierowa, rosyjskiego malarza i mieszkańca Ufy.

## Kolekcja muzeum
Muzeum powstało dzięki donacji Niestierowa, który mając na uwadze ideę zachęcania do "edukacji artystycznej współobywateli", przekazał on w darze dla swojego rodzinnego miasta swoją kolekcję 102 dzieł sztuki rosyjskiej z drugiej połowy XIX do początku XX wieku. W skład początkowej kolekcji wchodziły prace malarskie i graficzne Ilji Riepina, Iwana Szyszkina, Nikołaja Jaroszenki, Wasilija Polenowa, Władimira Makowskiego, Isaaka Lewitana, Konstantina Korowina, Aleksandra Benois, Nikołaja Roericha i innych wybitnych artystów. Obecnie w wyniku działalności muzeum kolekcja dzieł samego Nestierowa liczy 109 dzieł. Chronologicznie kolekcja obejmuje okres od 1878 do 1919 roku.
Szczególne miejsce w zbiorach muzeum zajmują obrazy rosyjskiego futurysty Dawida Burluka. Portrety, pejzaże, martwe natury i kompozycje kubo-futurystyczne, łącznie 37 prac, pochodzą z lat 1915-1918, czyli z okresu, kiedy artysta mieszkał w Baszkirii. 
W stałej ekspozycji muzeum znajdują się unikatowe eksponaty: ikony, cerkiewne miedziorytnicze dzieła sztuki plastycznej XII-XIX wieku, cerkiewne srebra XVIII-XIX wieku, sztuka rosyjska XVIII - początku XX wieku, sztuka zachodnioeuropejska XVI-XIX wieku.

## Galeria

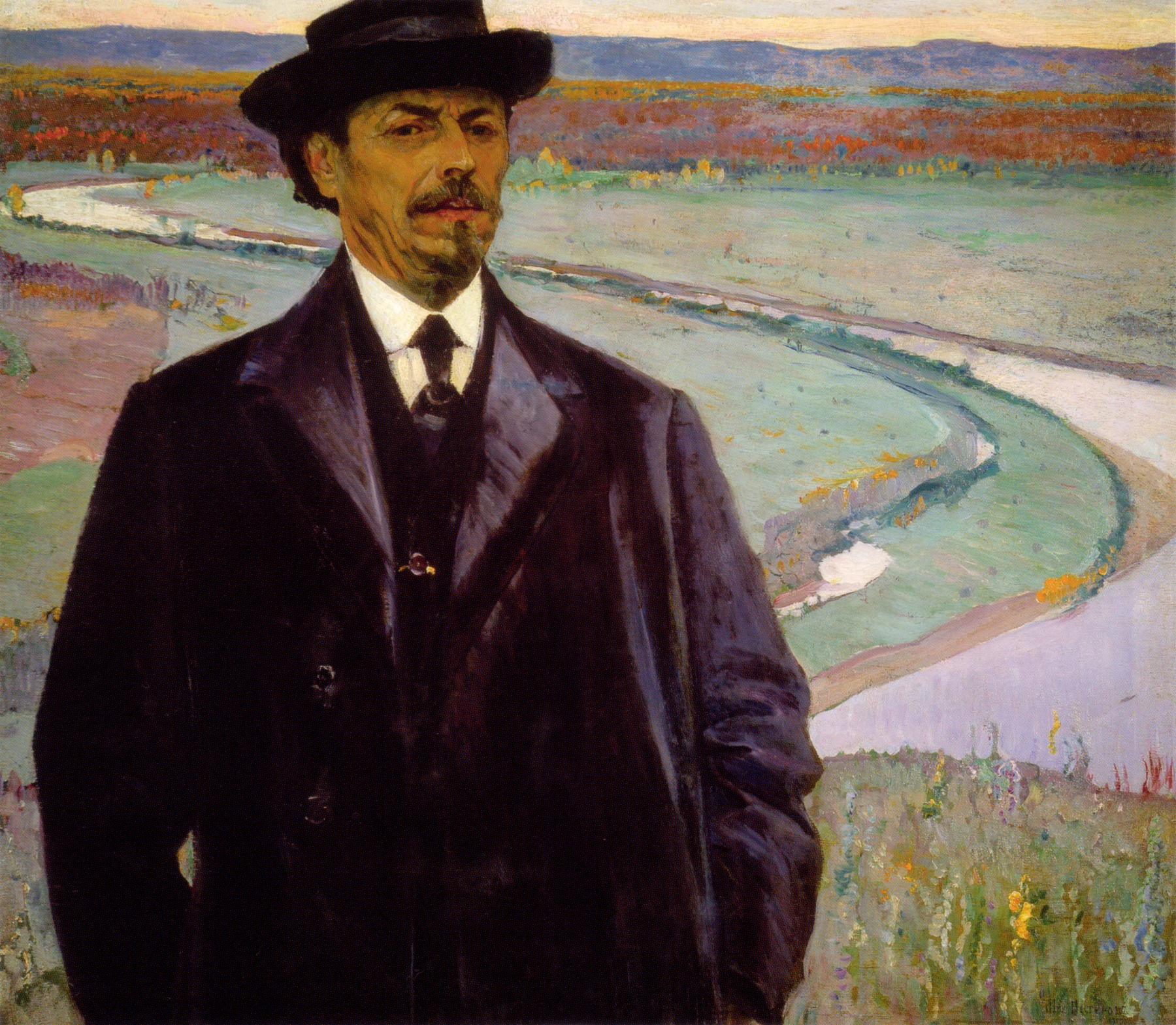
Autoportret Michaiła Niestierowa
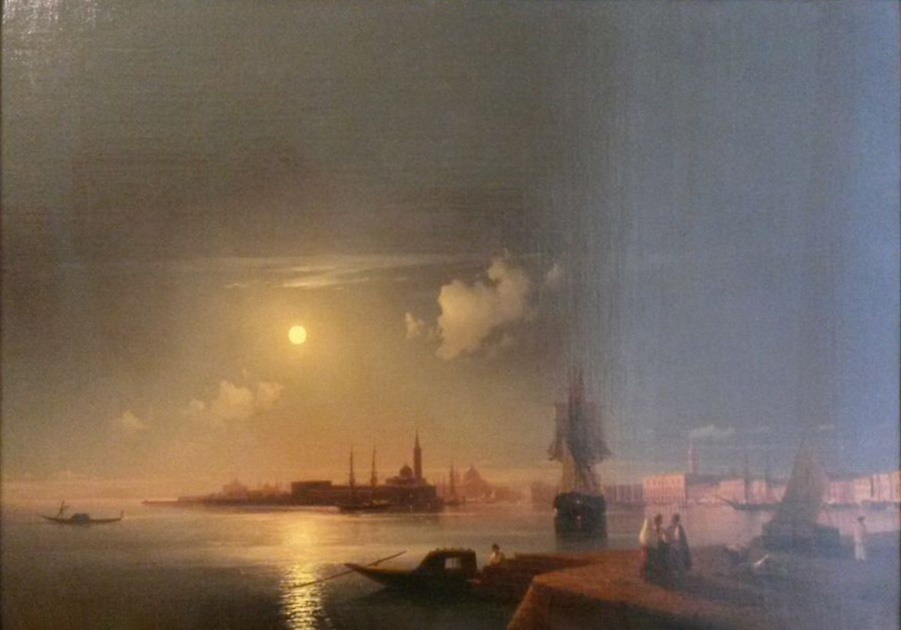
"Noc w Wenecji" Iwana Ajwazowskiego
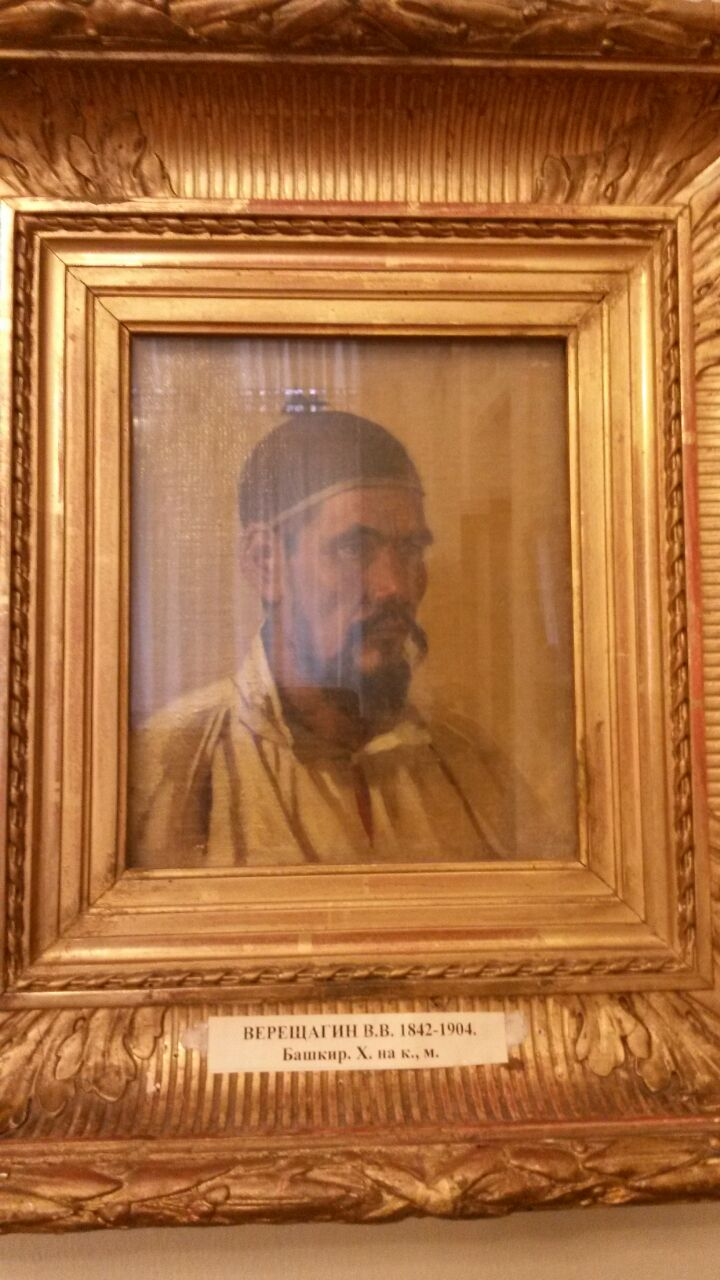
Portret Baszkira Wasilija Wierieszczagina